# روب د استایل

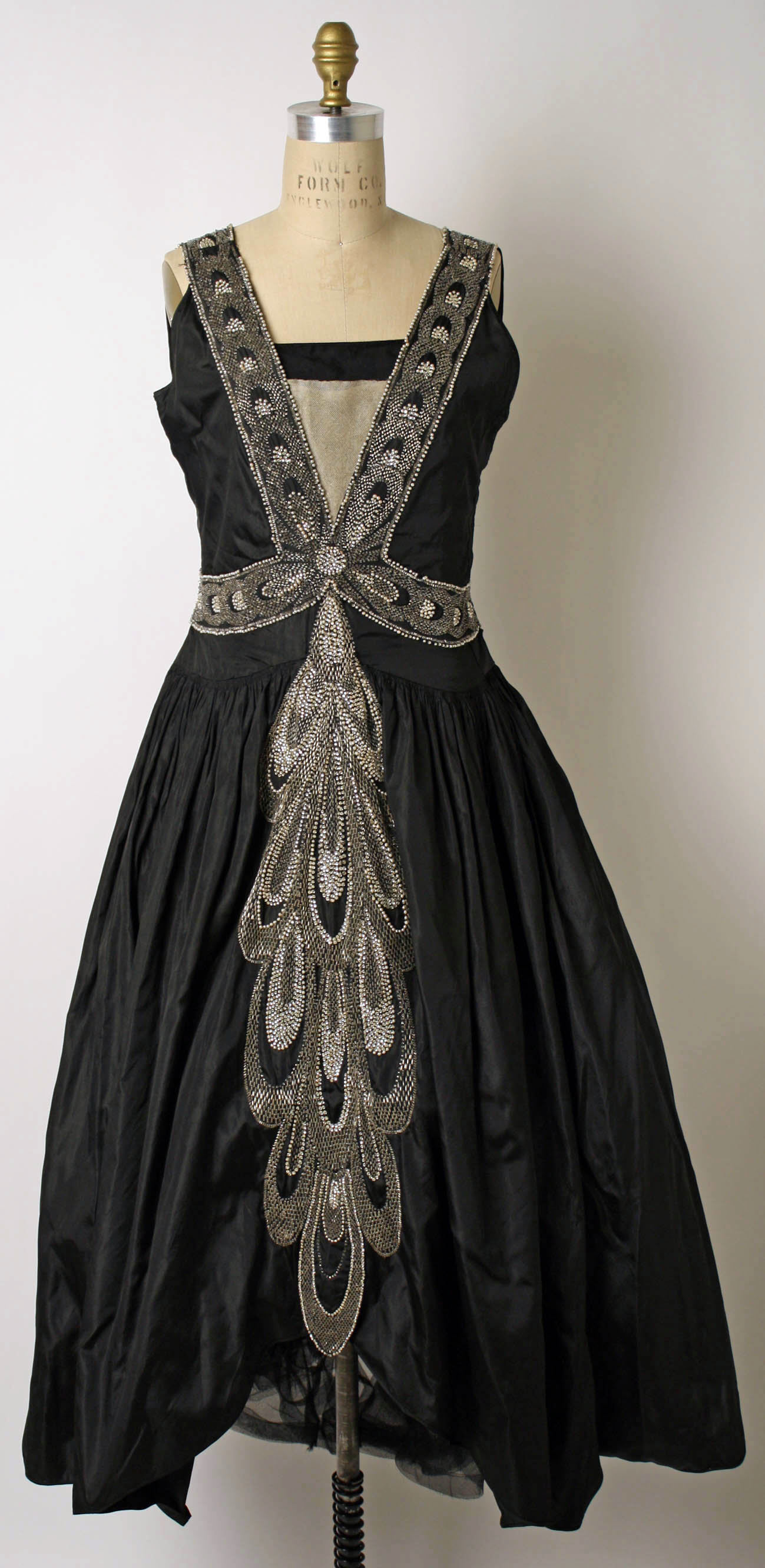
یک لباس روب د استایل از خیاط زنانه جین لنوین، c. ۲۷–۱۹۲۶ میلادی

روب د استایل (به فرانسوی: Robe de style) مدل لباسی را توصیف می‌کند که در دههٔ ۱۹۲۰ میلادی به عنوان جایگزینی برای لباس‌های شُمیز (زنانه) با برش راسته رایج بود.
این سبک با دامن‌های کامل آن مشخص می‌شد. نیم تنه را می‌شد یا به صورت مستقیم برش داد، یا با کمری افتاده، اما این دامن کامل بود که نشان‌دهندهٔ روب د استایل بود. گاهی اوقات برای تکمیل با زیر دامن، حلقه‌های کناری دامن، یا دامن حلقه‌ای حمایت می‌شد.
روب د استایل طرحی از طراح شیک و زیبای جین لنوین بود. دیگر خانه‌های مد معروف به‌ خاطر نسخه‌های روب د استایل عبارتند از: خواهران بوئه، خواهران کالوت، دوویه و لوسیل.